# Торре-Каєтані
Торре-Каєтані (італ. Torre Cajetani) — муніципалітет в Італії, у регіоні Лаціо, провінція Фрозіноне.
Торре-Каєтані розташоване на відстані близько 70 км на схід від Рима, 19 км на північний захід від Фрозіноне.
Населення — 1392 особи (2014).
Щорічний фестиваль відбувається 8 травня. Покровитель — святий Архангел Михаїл.

## Демографія
Населення за роками:

Станом на 1 січня 2023 року в муніципалітеті офіційно проживало 80 іноземців з 10 країн, серед них 44 громадяни країн Євросоюзу та 6 громадян України.

## Сусідні муніципалітети
- Ф'юджі
- Гуарчино
- Тривільяно